# South Windham
South Windham – jednostka osadnicza w Stanach Zjednoczonych, w stanie Connecticut, w hrabstwie Windham.